# 航空力学
航空力学（こうくうりきがく、英:aerodynamics）とは、航空工学の最も基礎的な研究分野で、航空機に働く空気の力や、航空機が飛行するために必要な力の釣り合いなどを研究対象とする学問。

## 分野
航空力学は航空工学のうち航空機に関する流体力学、揚力や抗力、翼形理論、推進装置の特性、航空機の安定性や操縦性、飛行性能などを研究対象とする。
最も基本的な要素は揚力で、翼の上下で空気の速度が異なると上向きの力が発生することが知られている。
航空機の発明当初は実機テスト、または風洞実験をするしか理論の確認方法が無かったが、コンピュータの発達後はシミュレーションによってより細かい確認が可能になってきた。
航空工学も参照のこと。

## その他
- 第二次世界大戦後の日本では連合国軍最高司令官総司令部の指令により、日本が空軍を再建して侵略戦争を起こす可能性を絶滅させるために飛行機の研究等が差し止められた。この一環で航空力学に関する科目について教授、研究、実験することが禁止された期間がある[3]。